# Megachile subferox
Megachile subferox är en biart som beskrevs av Meade-waldo 1915. Megachile subferox ingår i släktet tapetserarbin, och familjen buksamlarbin. Inga underarter finns listade i Catalogue of Life.